# Танэдзаки, Ацуми
Ацуми Танэдзаки (яп. 種﨑敦美 Танэдзаки Ацуми, род. 27 сентября 1990, Оита) — японская сэйю.

## Биография
Ацуми Танэдзаки родилась в сельской местности префектуры Оита. Впервые о выборе профессии сэйю Танэдзаки задумалась ещё в начальной школе во время просмотра аниме-сериала «Сейлор Мун». В детстве Ацуми самостоятельно пробовала записывать свой голос на кассеты, но по мере взросления поняла, что ей необходимо уехать из Оиты, чтобы выучиться на сэйю. После окончания средней школы Танэдзаки переехала в Токио, где на накопленные средства начала изучать актёрское мастерство и подрабатывать для дальнейшего продолжения обучения.
После окончания учёбы Танэдзаки подписала контракт с агентством Tori-Tori Office, в котором проработала до середины 2015 года. Дебютом в неэпизодической роли для Танэдзаки стало озвучивание Асако Нацумэ в сериале «Чудовище за соседней партой». Во время прослушивания к этому аниме Ацуми пробовалась также на роль главной героини Сидзуку Мидзутани, которая в итоге досталась Харуке Томацу. В 2017 году Танэдзаки впервые исполнила открывающую композицию к аниме-сериалу, которым стал Nora, Princess, and Stray Cat. 7 марта 2020 года Ацуми была удостоена премии Seiyu Awards за лучшую женскую роль второго плана по итогам её работ 2019 года, а 11 марта 2023 года она получила эту награду в той же номинации же во второй раз, а также одержала победу в номинации за главную женскую роль по итогам 2022 года.

## Личная жизнь
2 октября 2023 года Танэдзаки объявила о том, что вышла замуж за сэйю Ю Миядзаки

## Фильмография

### Аниме-сериалы
2012
- Place to Place — школьница
- «Чудовище за соседней партой» — Асако Нацумэ

2013
- Da Capo III[англ.] — Джилл Хэтэуэй
- Day Break Illusion[англ.] — Ицуки Тэндо, Муцуми Тэндо, Нанасэ Тэндо
- DD Fist of the North Star[англ.] — эпизоды
- Doki Doki PreCure — эпизоды
- Prince Mackaroo — эпизоды
- Samurai Flamenco[англ.] — эпизоды
- Silver Spoon — Минами Китамати
- WataMote — школьница

2014
- A Good Librarian Like a Good Shepherd — Наги Кодати
- Hozuki’s Coolheadedness — Караси
- In Search of the Lost Future — Яэко Адзума
- Magic Kaito 1412 — Кэйко Момой
- Tribe Cool Crew[англ.] — Аюму Ито
- Wolf Girl and Black Prince[англ.] — Михо
- World Conquest Zvezda Plot — эпизоды
- Zankyou no Terror — Лиса Мисима
- «Бездомный бог» — артефакт

2015
- Death Parade — Маю Арита
- Durarara!!×2 — Эмилия, Юигадокусонмару
- Gangsta. — Михаил
- Is the Order a Rabbit? — учительница
- Mobile Suit Gundam: Iron-Blooded Orphans — женщина
- Monster Musume — Лилит
- Subete ga F ni Naru[англ.] — Моэ Нисиносоно

2016
- 6HP Six Hearts Princess — Харука Хаки
- Alderamin on the Sky[англ.] — Надзуна
- Days[англ.] — Нодзоми Цукамото
- Gate — Тювал
- High School Fleet[англ.] — Мэй Иридзаки
- Keijo!!!!!!!! — Аясэ Курогири
- Mysterious Joker — Хосси
- Nameko: Sekai no Tomodachi[яп.] — Лав Намэко
- Please Tell Me! Galko-chan[англ.] — эпизоды
- Prince of Stride — член клуба журналистики
- Servamp — Отогири
- Sound! Euphonium 2 — Мидзорэ Ёройдзука
- «Моб Психо 100» — Томэ Курата

2017
- A Centaur’s Life — Тигуса Митама, Тинами Митама, Тихо Митама
- Blend S — Миу Амано
- Hell Girl — Юи Айхара
- Hina Logi ~from Luck & Logic~[англ.] — заместитель директора академии
- Interviews with Monster Girls — Ацуми Имори
- Nora, Princess, and Stray Cat[англ.] — Юки Асухара
- Sylvanian Families: Mini Story — Флэр
- «Невеста чародея» — Тисэ Хатори
- «Страна самоцветов» — Нептунит

2018
- Double Decker! Doug & Kirill[англ.] — Юри Фудзисиро
- Hakumei and Mikochi — служащая
- Harukana Receive — Клэр Томас
- How Not to Summon a Demon Lord — Клем
- Ninja Girl & Samurai Master[англ.] — Мотидзуки Тиёмэ
- Rascal Does Not Dream of Bunny Girl Senpai — Рио Футаба
- School Babysitters[англ.] — Кадзума Мамидзука
- Sword Art Online Alternative Gun Gale Online[англ.] — Роза
- Teasing Master Takagi-san — мать Такаги

2019
- Bakugan: Battle Planet — Вероника Венегас
- Carole & Tuesday — менеджер
- Circlet Princess[англ.] — Тикагэ Фудзимура
- Endro![англ.] — женщина-рыцарь
- Fairy Gone — Лили Хайнеман
- Granbelm — Сингэцу Эрнеста Фуками
- Kandagawa Jet Girls — Минато Цуруно
- Kochoki[англ.] — Каэдэ
- Kono Oto Tomare! Sounds of Life — Сатова Ходзуки
- Meiji Tokyo Renka[англ.] — Сираюки
- Val × Love — Скульд
- We Never Learn — менеджер магазина
- W’z[англ.] — Хана
- «Выдающиеся звери» — Джуно
- «Корзинка фруктов» — Ариса Уотани

2020
- Ahiru no Sora — Саюри Сигэкити
- Dragon Quest: The Adventure of Dai[англ.] — Дай
- Great Pretender — Том
- Hakushon Daimao — ребёнок
- Monster Girl Doctor — Скади Драгенфельт
- Pet — Рэн-Рэн
- Shadowverse[англ.] — Кай Идзюин
- To Aru Kagaku no Railgun T — Рёка Куриба, Доппельгангер
- «Бригада пылающего пламени» — женщина в чёрном

2021
- Blue Period — Камияма
- Build Divide[англ.] — Иора
- Dr. Stone — Никки Ханада
- Hori-san to Miyamura-kun — Мики Ёсикава
- Joran: The Princess of Snow and Blood[англ.] — Ринко Такэмити
- The Honor Student at Magic High School — Сиори Кано
- The Slime Diaries — Мюлан
- Vivy: Fluorite Eye’s Song — Виви
- Yuki Yuna is a Hero: Churutto! — Судзумэ Кагадзё
- Yuki Yuna is a Hero: The Great Mankai Chapter — Судзумэ Кагадзё
- «Обещанная Страна Грёз» — Мудзика
- «О моём перерождении в слизь» — Мюлан

2022
- Akebi’s Sailor Uniform — Хако Тиараси
- Cue![англ.] — Кёко Мурёдзака
- Demon Slayer: Kimetsu no Yaiba – Entertainment District Arc — Хинацуру
- My Dress-Up Darling — Садзюна Инуй
- Nights with a Cat[англ.] — Пи-тян
- Phantom of the Idol[англ.] — Яёй
- Princess Connect! Re:Dive — Хлоэ
- Shine Post[англ.] — Эйко Кикути
- Shin Ikki Tosen — Асаэмон Ёситоси Ямада
- «Семья шпиона» — Аня Форджер

2023
- Nier: Automata Ver1.1a — Лили
- Tengoku Daimakyou — Аосима
- «Невеста чародея» [ТВ-2] — Тисэ Хатори
- «Семья шпиона» [ТВ-2] — Аня Форджер
- Sousou no Frieren — Фрирен

### Аниме-фильмы
2013
- Persona 3 The Movie: No. 1, Spring of Birth[англ.] — Нацуки Морияма

2016
- Pop in Q — Конацу Томодатэ
- Sound! Euphonium: The Movie – Welcome to the Kitauji High School Concert Band — Мидзорэ Ёройдзука

2017
- Fireworks — журналист
- Sound! Euphonium: Todoketai Melody — Мидзорэ Ёройдзука

2018
- Liz and the Blue Bird[англ.] — Мидзорэ Ёройдзука
- Servamp: Alice in the Garden — Отогири
- Yo-kai Watch: Forever Friends — Син Симомати

2019
- Grisaia: Phantom Trigger — Мурасаки
- Her Blue Sky — Тика Отаки
- Rascal Does Not Dream of a Dreaming Girl — Рио Футаба

2020
- High School Fleet: the Movie[англ.] — Мэй Иридзаки

2021
- Mobile Suit Gundam: Hathaway’s Flash[англ.] — Мэйс Флауэр

### OVA/ONA
- Alice Gear Aegis[англ.] — Сугуми Канагата
- JoJo's Bizarre Adventure: Stone Ocean — Эмпорио Алниньо
- Thus Spoke Kishibe Rohan — Наоко Осато
- «Очень приятно, Бог» — Тануко
- «Терминатор Зеро» — Кокоро

### Игры
- Azur Lane — Альбакор[англ.]*, Жанна д’Арк, Зара, Пола
- Girls' Frontline[англ.] — KAC-PDW, Webley
- Overwatch — Ориса
- Persona 3 Reload — Нацуки Морияма
- Princess Connect! Re:Dive — Хлоэ
- Zenless Zone Zero — Энби Демара